# Мелетий Преспански и Охридски
Мелетий (на гръцки: Μελέτιος, Мелетиос) е гръцки духовник, преспански и охридски митрополит от 9 април 1860 до 1879 година. Мелетий е „фанатизиран грък, познат с грубостта на характера си и със скандалния си разврат“, който се сблъсква с българското национално движение в Охрид.

## Биография
Мелетий е роден около 1814 година в цариградския квартал Арнавуткьой. Произхожда от Миханиона, Кизическо.
Пристига в Охрид в 1847 година като протосингел на митрополит Дионисий и управлява епархията в негово отсъствие. На 27 юли 1854 година в църквата „Свети Никола“ в Крушево е ръкоположен за велички епископ и назначен за викарий на Преспанската и Охридска митрополия.
Около 1855 - 1856 година заради интриги срещу Дионисий е дигнат от Охрид и прехвърлен в Зворник (Босна) като митрополитски наместник в тая епархия.
Кузман Шапкарев пише за Мелетий:
| „ | Мелетий, родом грък от цариградското предградие Арнауткьой, человек неук, но красив и представителен; а, от друга страна, лукав и зъл како същ фанариотин, дойде за пръв път в града и епархията ни заедно с охридский митрополит Дионисия като негов протосингел, който в случайно отсътствие на митрополита управляваше вместо него митрополитските работи или като негов наместник представяваше го в Ресен или в Крушово, където повечето време и пребиваваше. На последните години от Дионисиевото в Охрид пребиваване Мелетий биде възведен на епископский чин, с титла Велицкий епископ... Мелетий във времето на протосингелуванието си в Охридската епархия освен блуднический си живот, който излишне считам да излагам подробно, представляваше лице на същ „кърджалия“ — притесняваше и грабеше народа немилостиво, взимаше му покъщнината, ако би някой не бил в състояние да му заплати справедливата или несправедлива владичнина. За венчание изискваше и взимаше неимоверни суми, само ако би да се появело някое като мало-много съмнително сродство. Инак беше още и безчеловечен и немилостив злодей и предател, с една реч, същ зъл човек... След възведението си на епископский чин Мелетий взе да интригува и против стареца си Дионисия, вследствие на което и биде проводен в Босна, като изпълняющ длъжността на зворничкий митрополит, който по подобни, види се, владички злоупотребления, бил временно вдигнат от епархията. | “ |

На 29 декември 1859 година митрополит Йоаникий Преспански и Охридски умира. Три месеца преди това при уреждането на кукушкия български униатски бунт, Патриаршията е обещала на Иларион Макариополски да дава на българите владици от тяхната народност, веднага след като се появи ваканция. След смъртта на Йоаникий охридските кожухари, живеещи в Цариград, се явяват във Фенер, за да поискат българин владика и предлагат трима кандидати Иларион Макариополски, Авксентий Велешки, току-що присъединил се към българското църковно движение и архимандрит Антим, който още не е скъсал с Патриаршията. Кирил VII Константинополски привидно дава вид, че приема това желание, но вместо това на 11 януари 1860 година назначава Мелетий Велички. Това скандално назначение води до Великденската акция от 1860 година, с която българските църковни водачи обявяват скъсването си с Цариградската патриаршия.
На 28 февруари 1860 година Мелетий пристига в Цариград и заема митрополитската катедра в Охрид въпреки упоритата съпротива на българското гражданство и владичеството му става известно с гоненията на българщината. Мелетий е основен виновник за гибелта на Димитър и Константин Миладинов. Под българския натиск след основаването на Екзархията и появата на екзархийския митрополит Натанаил в Охрид, в 1872 година Мелетий се мести в българо-влашкия градец Крушево, който става център на патриаршеската епархия, но не е отзован. Мелетий заема охридската катедра до 1880 година.
По-късно от 11 април 1880 година е проедър на Стагийската епархия.
Умира от пневмония на 23 февруари 1892 година в Атина, където участва в заседанията на Светия синод на Църквата на Гърция.